# Nur ad-Din ar-Rifa’i
Nur ad-Din ar-Rifa’i (arab. نور الدين الرفاعي, ur. 1899, zm. w styczniu 1980) – libański polityk, premier Libanu w 1975 roku.